# Dichaetomyia canivitta
Dichaetomyia canivitta är en tvåvingeart som först beskrevs av Walker 1858.  Dichaetomyia canivitta ingår i släktet Dichaetomyia och familjen husflugor. Inga underarter finns listade i Catalogue of Life.